# بيكلزي-بالترسفيل
بيكلزي-بالترسفيل (بالألمانية: Bichelsee-Balterswil) هي واحدة من بلديات مقاطعة مونكفيلن في كانتون تورغاو في سويسرا. تبلغ مساحتها 12.27 كيلومتر مربع، ويقدر عدد سكانها بـ 2801 نسمة (حسب تعداد ديسمبر 2015).